# Schloss Cumbach
Das Schloss Cumbach mit Gestüt und Orangerie befand sich einst in Cumbach, einem heutigen Ortsteil von Rudolstadt im Landkreis Saalfeld-Rudolstadt in Thüringen. Die Orangerie mit der Toranlage, Natursteinmauer und dem ehemaligen Teehaus ist erhalten und denkmalgeschützt.

## Geschichte
1615 befand sich ein Gut in Besitz der Landesherren in der Gemarkung des Dorfes Cumbach. Da um die Heidecksburg wenig Flächen frei waren, baute der Landesherr im 17. und 18. Jahrhundert ein Gestüt auf den Flächen seines Gutes in der Saaleaue bei Cumbach auf. Dieses löste er bereits 1805 wieder auf.

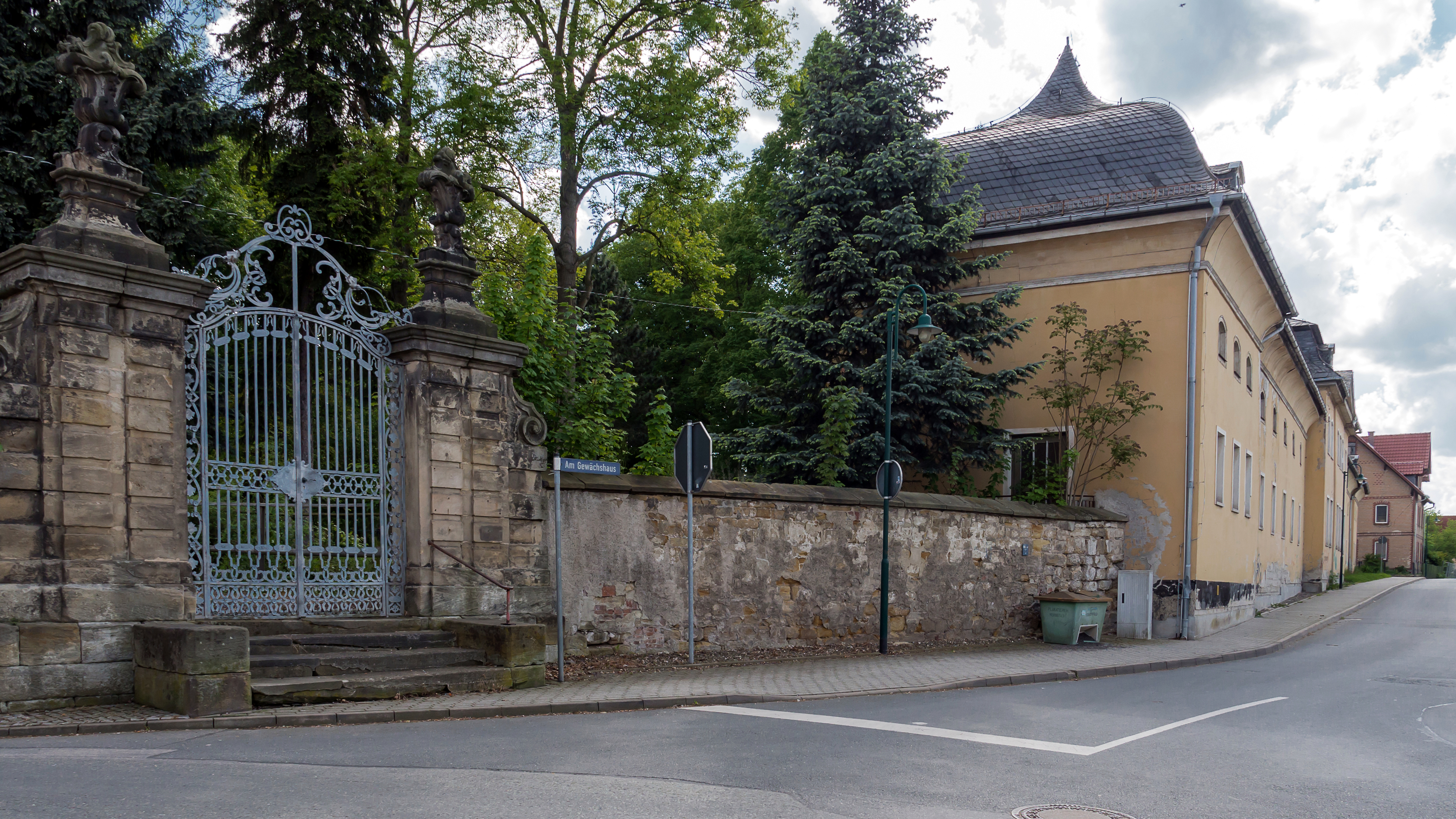
Orangerie und Einfriedung

Zugleich entstand im Auftrag des Fürsten von Schwarzburg-Rudolstadt eine kleine Schlossanlage mit Park. 1735 legte man dort einen Küchengarten an und errichtete noch eine Orangerie, die 1745 erweitert wurde. 1763 folgte noch eine Erweiterung, deren Arbeiten 1766 abgeschlossen waren. Den ganzen Garten umschloss eine Mauer. Um die Verbindung zur Residenz im Schloss Ludwigsburg herzustellen, wurde 1771 eine gerade Allee von der Stadt bis zur Schlossanlage angelegt.
Das Gelände wurde 1919 Eigentum der Stadt. Dort betrieb sie ein Vorsorgehaus sowie ein Alters- und Kinderheim. Nach 1990 ist auf diesem Terrain ein modernes Alters- und Pflegeheim errichtet worden, das die erhaltenen Gebäudeteile der Orangerie mit einbezieht.